# Segurança funcional
A segurança funcional é a parte da segurança integral de um sistema ou equipamento que depende de um desses operando corretamente, em resposta a suas entradas. Trata-se da ausência de risco de perigos e situações perigosas devido ao mal funcionamento de sistemas técnicos.
A principal função da segurança é a redução de riscos de danos físicos ou à saúde a seres humanos através da atuação de um sistema de comando. Uma realização típica de segurança funcional implica detectar uma situação indesejada através de sensores; determinar a reação adequada através de uma lógica; e atuar no sistema em questão para evitar a situação perigosa.

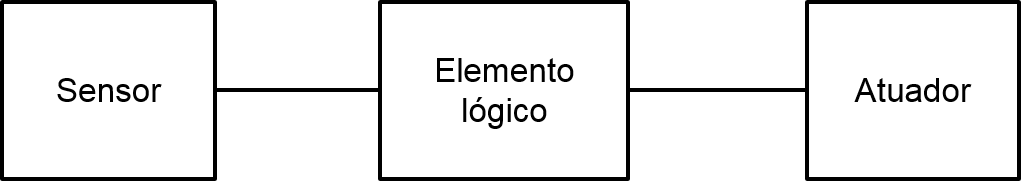
Típica cadeia de elementos implementando uma função de segurança

## Objetivo
O objetivo da segurança funcional é alcançar a ausência de riscos inaceitáveis de danos físicos à saúde de pessoas, tanto direta quanto indiretamente (através de dano à propriedade ou ao meio ambiente), que poderia ser causado por uma máquina ou sistema.
Sob uma perspectiva de um sistema, significa que o controle atuante impede que este permaneça em um estado ou condição perigosa. Caso ocorram falhas no controle que possam ocasionar em condições perigosas, essas falhas devem ser detectadas a tempo; e o sistema deve ser controlado até uma condição segura.

## Exemplos
O conceito de segurança funcional pode ser melhor entendido através de exemplos.
Um dispositivo de proteção contra aumento de temperatura, utilizando um sensor de temperatura no motor elétrico para retirar a energia do motor antes que ele possa superaquecer, é uma instância de segurança funcional. Por outro lado, prover o motor elétrico com isolamento especial para resistir altas temperaturas não é uma instância de segurança funcional (embora ainda seja uma medida de segurança e poderia proteger contra o mesmo perigo).
Em um automóvel, sistemas como airbag, programa eletrônico de estabilidade (ESP), controlador eletrônico de motor, entre outros, estão sujeitos à segurança funcional.

## Normas técnicas
Devido a necessidade de se realizar uma função, com uma determinada lógica, normalmente são utilizados sistemas elétricos, eletrônicos e programáveis. No entanto, segurança funcional não se limita apenas a tais sistemas.
A segurança funcional está intimamente ligada com a aplicação de normas técnicas. Cada segmento industrial tem uma norma técnica própria. Dessa forma, particularidades e adaptações a cenários e ciclos de desenvolvimentos são possíveis.
Ainda assim, é possível identificar uma estrutura comum entre as diversas normas de segurança funcional. Ela é alcançada quando cada função de segurança especificada é realizada satisfazendo o nível mínimo de performance. Isso normalmente é alcançado por um processo que inclui os seguintes passos como um mínimo:
1. Identificação de quais são as funções de segurança. Isso significa que os perigos e funções de segurança tem que ser conhecidos. O processo de revisão de função, HAZIDs, HAZOPs e revisão de acidentes são aplicados para identificar estes;
2. Avaliação da redução de risco necessária para a função de segurança. Isso envolve a quantificação de um Safety Integrity Level (SIL), Performance Level (PL) ou outro índice. Um SIL (ou PL, AgPL, ASIL) aplica-se sobre a cadeia completa de segurança, de uma extremidade a outra do sistema; e não apenas a um componente ou a uma parte deste;
3. Assegurar que a função de segurança efetue a função conforme intencionado no projeto, inclusive em condições desfavoráveis, como operação incorreta e em falha técnica do equipamento. Isso inclui conhecer todos os possíveis modos de falha de um sistema; e projetá-lo para que tenha uma reação adequada à falha, como um sistema de falha segura. Isso envolve ter o projeto e o ciclo de vida gerenciado por engenheiros qualificados e competentes, executando processos reconhecidos por uma norma técnica de segurança funcional. Na Europa, essa norma técnica é a IEC 61508; ou uma das setoriais específicas derivadas da IEC 61508; ou ainda alguma outra norma técnica, como a ISO 13849;
4. Verificação que o sistema satisfaz o SIL, ASIL, PL ou AgPL, designado através da determinação do Tempo Médio Entre Falhas (Mean Time Between Failures - MTBF) e da Safe Failure Fraction (SFF), juntamente com os testes apropriados. O MTBF é a quantificação da confiabilidade do sistema. A SFF é a probabilidade de um sistema falhar em um estado seguro: os estados perigosos (ou críticos) são identificados através de Análise dos Modos e Efeitos de Falha (FMEA); ou Análise dos Modos, Efeitos e Criticidade de Falhas (FMECA), ambos de um sistema;
5. Condução de auditorias de segurança funcional para examinar a evidência de que o apropriado gerenciamento do ciclo de vida da segurança foi aplicado consistentemente e durante todos os estágios relevantes do ciclo de vida do produto. Nem a segurança geral e nem a segurança funcional podem ser determinadas sem se considerar o sistema como um todo e o ambiente com o qual interage. Segurança funcional é inerentemente de uma extremidade a outra em escopo.

### Normas técnicas contemporâneas
As principais normas técnicas em segurança funcional em uso na atualidade estão listadas abaixo:
- IEC EN 61508 (parte 1 a 3): É um padrão de segurança funcional central, amplamente aplicado a todos os tipos de E/E/PS críticos de segurança; e a sistemas com uma função de segurança que incorpora E/E/PS. (Nível de Integridade de Segurança - SIL) Padrão de Defesa do Reino Unido 00-56 Edição 2;
- US RTCA DO-178B: Software de Aviônicos da América do Norte;
- US RTCA DO-254: Hardware de Aviônicos da América do Norte;
- EUROCAE ED-12B: Sistemas Europeus de Segurança de Voo Aerotransportado;
- IEC 62304: Software para dispositivos medicinais;
- IEC 61513: Usinas de energia nuclear – Instrumentações e controle para sistemas importantes à segurança – Requisitos gerais para sistemas, baseada na IEC 61508;
- IEC 61511-1: Segurança funcional – Sistemas instrumentados de segurança ao setor de indústria de processos – Parte 1: Framework; definições; requisitos de sistema; hardware e software; baseada na IEC 61508;
- IEC 61511-2: Segurança funcional – Sistemas instrumentados de segurança ao setor de indústria de processos – Parte 2: Diretrizes para aplicação da IEC 61511-1, baseada na EN 61508;
- IEC 61511-3: Segurança funcional – Sistemas instrumentados de segurança ao setor de indústria de processos – Parte 3: Orientação para determinação dos níveis de integridade de segurança exigidos, com base na EN 61508;
- IEC 62061: Segurança de máquinas - Segurança funcional de sistemas de controle elétricos, eletrônicos e programáveis para segurança, baseada na IEC 61508;
- ISO 13849-1, -2: Segurança de máquinas - Partes 1 e 2, relacionadas à segurança de sistemas de controle. Norma técnica independente da tecnologia para sistemas de comando e controle de segurança de máquinas. (Performance Levels - PL);
- EN 50126: Específica da Indústria Ferroviária - Revisão RAMS das condições de Operação, Sistema e Manutenção dos equipamentos do projeto;
- EN 50128: Específica da Indústria Ferroviária - Revisão de segurança de Software (Sistemas de Comunicações, Sinalização e Processamento);
- EN 50129: Específica da Indústria Ferroviária - Segurança de Sistema em Sistemas Eletrônicos;
- Diretrizes críticas de segurança da NASA;
- ISO 25119: Tratores e máquinas para agricultura e silvicultura — Partes relacionadas à segurança de sistemas de controle;
- ISO 26262: Segurança funcional para veículos rodoviários.

## Certificação
Qualquer afirmação em segurança funcional para algum componente, subsistema ou sistema deve ser certificada independentemente por uma norma técnica reconhecida de segurança funcional. Um produto certificado pode ser afirmado como funcionalmente seguro para um determinado Safety Integrity Level ou um Performance Level em uma gama de aplicações: um certificado é fornecido aos clientes com um relatório de testes descrevendo o escopo e os limites.
Um elemento importante em segurança funcional é a fiscalização contínua por uma agência certificadora. Esse acompanhamento assegura que um produto, subsistema ou sistema continua sendo produzido de acordo com o que foi originalmente certificado para a segurança funcional. Essa fiscalização acompanhadora pode ocorrer com frequências variadas, dependendo da agência fiscalizadora, mas tipicamente irá investigar o hardware e software do produto, bem como o sistema de gerenciamento de segurança do fabricante.
Os princípios por trás da segurança funcional foram desenvolvidos nas indústrias militar, nuclear e aeroespacial; e então transportados para o transporte ferroviário e indústrias de processos, as quais desenvolveram normas técnicas específicas para o setor. Normas técnicas em segurança funcional são aplicadas em todos os setores industriais que lidam com requisitos críticos de segurança.
Na Europa, a certificação em segurança funcional é suportada por uma estrutura bem desenvolvida. O CASS Scheme é o método primário pelo qual produtos são certificados de acordo com a IEC 61508 e normas técnicas relacionadas, por autores de qualidade acreditada. É possível certificar tanto produtos quanto processos de gerenciamento do ciclo de vida do produto (neste caso, a companhia certificada emitiria um certificado de conformidade para a certificação em questão respectiva aos produtos relevantes).
A agência estadunidense FAA tem processos similares de certificação em segurança funcional, na forma da US RTCA DO-178B para software e DO-254 para hardware, os quais são amplamente aplicados pela indústria aeroespacial.
Nos EUA, a NASA desenvolveu uma estrutura para sistemas críticos à segurança amplamente aplicada pela indústria, tanto nos EUA quanto no resto do mundo, com uma norma técnica, suportada por guidelines. A norma técnica e guidelines da NASA são construídas em cima da ISO 12207, a qual é uma norma técnica de software prática, ao invés de uma norma técnica de sistemas críticos para a segurança, sendo daí a natureza extensa da documentação que a NASA é obrigada a adicionar, comparada com a utilização de uma norma técnica como a IEC 61508 com o CASS Template. Logo, existe um processo de certificação de sistemas desenvolvidos de acordo com as guidelines da NASA.
Dispositivos para medições E/E/PS modernos estão sendo certificados com 510(k) na norma técnica setorial específica IEC 62304, baseada em conceitos da IEC 61508.
A indústria automotiva desenvolveu a norma técnica ISO 26262 para segurança funcional para veículoss rodoviários, baseada na IEC 61508. A certificação de tais sistemas assegura a conformidade com regulamentações relevantes e ajuda a proteger a população.
A diretiva ATEX também adotou uma norma técnica de segurança funcional, a BS EN 50495:2010 (dispositivos de segurança requeridos para o funcionamento seguro de equipamentos a respeito de riscos de explosões), que cobre dispositivos relacionados à segurança, como controladores de purga e disjuntores EX para motores elétricos. Essa norma é aplicada por corpos notificados na diretiva ATEX.
A norma técnica ISO 26262 endereça o ciclo de desenvolvimento automotivo em particular. É uma norma técnica dividida em várias partes, definindo requisitos e fornecendo guidelines para se alcançar segurança funcional em sistemas E/E instalados em carros de passageiros produzidos em série. A norma técnica ISO 26262 é considerada o melhor framework prático para se alcançar segurança funcional na indústria automotiva. O processo de conformidade geralmente toma tempo, pois os funcionários precisam ser treinados para desenvolver as competências esperadas.